# Centaurothamnus
Centaurothamnus là một chi thực vật có hoa trong họ Cúc (Asteraceae).

## Loài
Chi Centaurothamnus gồm các loài: